# Don Shirley
Don Shirley (Donald Walbridge Shirley, dr.) (Pensacola, Florida, 1927. január 29.  – Manhattan, 2013. április 6.) amerikai dzsesszzongorista. Életének egy szakaszát dolgozza fel a Zöld könyv című Oscar-díjas mozifilm.
Zenéje nem volt egészen fekete zene, vagyis jazz,
sem fehér zene, vagyis klasszikus nyugati zene.

## Pályakép
Virtuóz koncertzongorista volt, sikeres az 1950-es, 60-as években. Tehetségének köszönhetően még a déli államokban is fellépett (többnyire pénzes magánpartikon). Elsősorban klasszikus zenét játszott, ami afroameriként sokaknak ellenére volt, mondván a feketék műfaja a dzsessz volt. Don Shirley csak ezért nem soroltatott a XX. század nagy zongoraművészei közé, amilyen például Arthur Rubinstein vagy Szvjatoszlav Richter volt.
Később létrehozta azt az egyéni zenei stílust, amelyben keveredtek a klasszikus-zenei és a dzsessz-elemek.
Filozófiából és zenetudományból doktorált.

## Lemezei
- Tonal Expressions (Cadence, 1955)
- Orpheus in the Underworld (Cadence, 1956)
- Piano Perspectives (Cadence, 1956)
- Don Shirley Duo (Cadence, 1956)
- Don Shirley with Two Basses (Cadence, 1957)
- Improvisations (Cadence, 1957)
- Don Shirley (Audio Fidelity, 1959)
- Don Shirley Solos (Cadence, 1959)
- Don Shirley Plays Love Songs (Cadence, 1960)
- Don Shirley Plays Gershwin (Cadence, 1960)
- Don Shirley Plays Standards (Cadence, 1960)
- Don Shirley Plays Birdland Lullabies (Cadence, 1960)
- Don Shirley Plays Showtunes (Cadence, 1960)
- Don Shirley Trio (Cadence, 1961)
- Piano Arrangements of Spirituals (Cadence, 1962)
- Pianist Extraordinary (Cadence, 1962)
- Piano Spirituals (1962)
- Don Shirley Presents Martha Flowers (1962)
- Drown in My Own Tears (Cadence, 1962)
- Water Boy (Columbia, 1965)
- The Gospel According to Don Shirley (Columbia, 1969)
- Don Shirley in Concert (Columbia, 1969)
- The Don Shirley Point of View (Atlantic, 1972)[18]
- Home with Donald Shirley (2001)